# Towarzystwo Miłośników Historii i Zabytków Krakowa

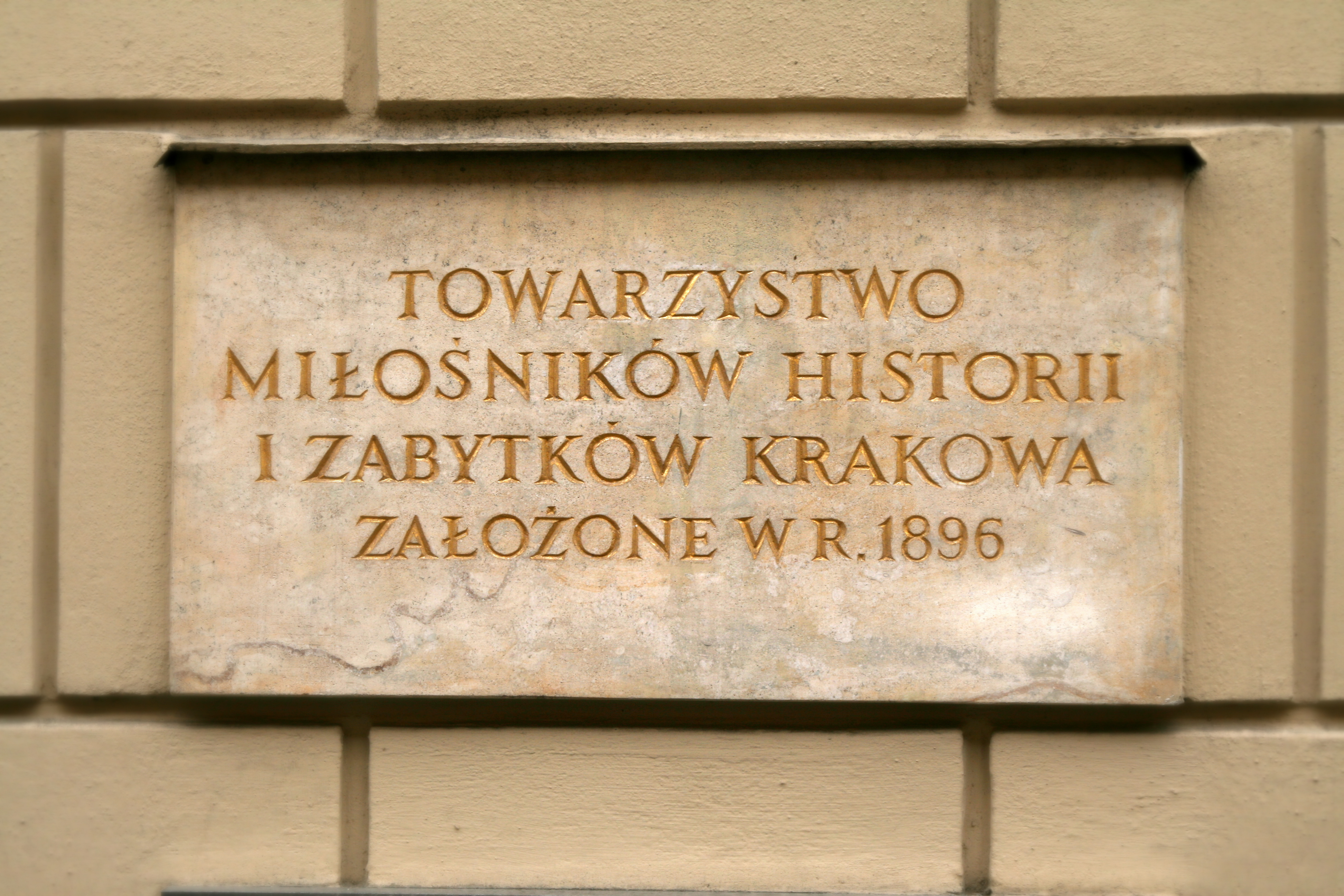
Tablica na siedzibie Towarzystwa Miłośników Historii i Zabytków Krakowa

Towarzystwo Miłośników Historii i Zabytków Krakowa (TMHiZK) – organizacja pozarządowa, która powstała 21 listopada 1896, a swą działalność rozpoczęła z dniem 1 stycznia 1897 roku.
Głównymi, statutowymi celami Towarzystwa są:
- promocja badań nad Krakowem i upowszechniania wiedzy o nim, w zakresie konserwacji zabytków i zapobiegania ich niszczeniu
- organizowanie imprez społeczno-kulturalnych o tematyce krakowskiej
- publikacji osiągnięć badawczych z dziejów miasta.

## Historia

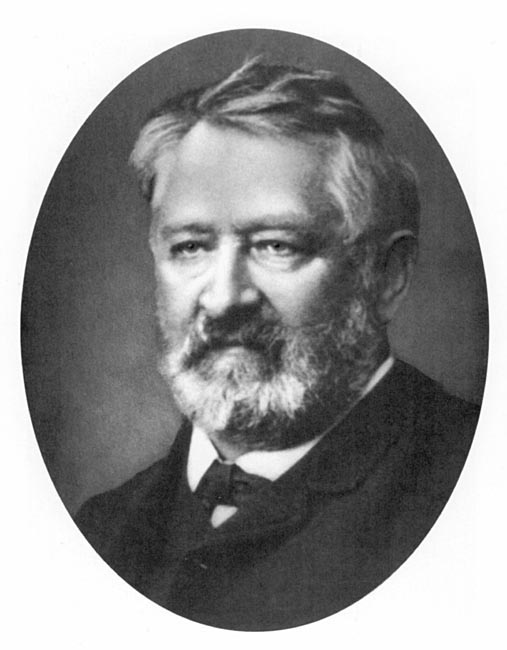
Władysław Łuszczkiewicz, drugi prezes Towarzystwa i jeden z jego członków założycieli

### Początki
Instytucją, która bezpośrednio wsparła powstawanie nowego stowarzyszenia, było Archiwum Aktów Dawnych Miasta Krakowa . Do zebrania założycielskiego Towarzystwa doszło 21 listopada 1896 roku z inicjatywy prezesa Archiwum, Stanisława Krzyżanowskiego, w jego siedzibie przy ul. Siennej 16 . Założycielami Towarzystwa byli:
- Władysław Bartynowski
- Klemens Bąkowski
- Adam Chmiel
- Stanisław Estreicher
- Józef Friedlein
- Zygmunt Hendel
- Stanisław Krzyżanowski
- Teodor Kułakowski
- Leonard Jan Józef Lepszy
- Józef Wawel-Louis
- Leonard Józef Łakociński
- Władysław Łuszczkiewicz
- Józef Jakub Muczkowski
- Franciszek Piekosiński
- Marian Sokołowski
- Wawrzyniec Styczeń
- Stanisław Tomkowicz
- Bolesław Ulanowski
- Piotr Umiński
- Wincenty Wdowiszewski
- Stanisław Wyspiański.

Projekt statutu nowo założonego Towarzystwa przesłano do Namiestnictwa we Lwowie, które zezwoliło na powstanie organizacji. Pozwoliło to założycielom na wydanie na łamach czasopisma „Czas” odezwy informującej mieszkańców Krakowa o powstaniu Towarzystwa. Pismo, datowane na 1 stycznia 1897 roku, opublikowane zostało w 4. numerze „Czasu” z 6 stycznia tego roku i, jako akt oficjalnego rozpoczęcia działalności stowarzyszenia, spotkało się z aprobatą większości krakowskich organów opiniotwórczych oraz społeczeństwa – w pierwszym roku działalności zapisało się do organizacji 176 osób, a po kilku latach liczba ta oscylowała stale wokół 500–600.
6 stycznia 1897 doszło do pierwszego Walnego Zebrania Towarzystwa, które miało miejsce w Sali Posiedzeń Rady Miasta, a przewodniczył mu prezydent Józef Friedlein. Za cele statutowe Towarzystwa uznano m.in. „poznawanie dziejowej przeszłości Krakowa i okolic” oraz „obudzenie poszanowania dla pamiątek i zabytków Krakowa” w społeczności miasta, które miano osiągać m.in. poprzez działalność konserwatorską, naukową, popularyzatorską czy „gromadzenie zabytków pamiątkowych do muzeum historycznego miejskiego”.
Pierwszym prezesem Towarzystwa wybrany został Józef Wawel-Louis. Ze względu na zły stan zdrowia zrzekł się on funkcji przewodniczącego niedługo po wyborze, a po jego śmierci nowym prezesem został Władysław Łuszczkiewicz. Następcą Łuszczkiewicza był Stanisław Krzyżanowski, który pełnił funkcję przewodniczącego od czerwca 1900 r. do wiosny 1916 r.
Niemal od razu po zawiązaniu się Towarzystwo podjęło energiczną działalność na wielu płaszczyznach, począwszy od wydawniczej (w pierwszym roku działalności wydano m.in. cztery tomy serii „Biblioteka Krakowska”) poprzez opiekę nad zabytkami (m.in. interwencja w sprawie planów przekształcenia Barbakanu w siedzibę teatru ludowego) po działania na rzecz popularyzacji historii, jak umieszczenie w miejskich murach obronnych tablicy pamiątkowej ku czci Marcina Oracewicza. Rok po założeniu Towarzystwa, w 1898 roku, ukazał się pierwszy numer redagowanego przez nie „Rocznika Krakowskiego”.
Tuż po zawiązaniu się Towarzystwa otrzymywać zaczęło ono skromne zasiłki z funduszy Rady Miejskiej oraz Miejskiej Kasy Oszczędności. W 1901 roku subwencję przyznał również Galicyjski Wydział Krajowy, a w 1903 TMHiZK otrzymało oficjalną pomoc finansową od rządu. W 1916, po śmierci Eustachego Chronowskiego, Towarzystwo otrzymało pierwszy dar testamentowy w wysokości 5000 koron.
Do wybuchu I wojny światowej TMHiZK zaangażowało się w liczne akcje na rzecz miasta i podjęło wiele interwencji takich jak np. zapobieżenie wyburzeniom pałacu pod Krzysztofory (1913) czy kompleksu budynków przy kościele św. Idziego. Stowarzyszenie wspierało także finansowo remonty obiektów takich jak ogrójec przy kościele św. Barbary (1897) i kościół św. Wojciecha (prace przy fundamentach w 1899 i 1908).
Inną dziedziną działalności TMHiZK było sprawowanie merytorycznej opieki nad tradycjami krakowskimi. W 1898 roku magistrat oficjalnie powierzył Towarzystwu zadanie przygotowania odpowiedniej oprawy tradycji Pochodu Lajkonika, co zaowocowało m.in. nowym strojem Lajkonika stworzonym w latach 1903–1904 wg projektu Stanisława Wyspiańskiego. Od 1897 Towarzystwo zajmowało się także ujęciem w merytoryczne ramy tradycji szopkarstwa krakowskiego .
Towarzystwo finansowało wówczas również druk „Kalendarza Krakowskiego” Józefa Czecha, wydało także ilustrowany fotografiami album ołtarza Wita Stwosza .

### I wojna światowa
Wybuch wojny znacznie ograniczył działalność Towarzystwa, które borykało się wówczas z problemami natury materialnej i ludzkiej. W 1914 roku stowarzyszenie nie otrzymało żadnej subwencji, a znaczna część aktywnych członków z różnych względów zmuszona była ograniczyć swoją działalność społeczną na czas zmagań wojennych. Rzeczywistość wojenna sprawiła, że Towarzystwo musiało zrezygnować z niektórych projektów takich jak np. te związane z obchodami stulecia powstania Wolnego Miasta Krakowa (1915).
Szeroko zakrojoną działalność statutową zastąpiono doraźnymi próbami zapobieżenia dewastacji Krakowa m.in. poprzez austriacką grabież sprzętu oraz infrastruktury na potrzeby wojenne. Członkowie Towarzystwa zajmowali się wówczas m.in. inwentaryzacją dzwonów kościelnych Krakowa i okolic (w obawie przed ich przetopieniem na potrzeby wojenne) czy argumentacją na rzecz uchronienia miedzianych dachów krakowskich świątyń przed rekwizycją – Towarzystwo zdołało w tej materii z sukcesem zainterweniować m.in. w sprawie rezygnacji władz austriackich z rozbiórki dachu kościoła św. Anny.
Pomimo niekorzystnej sytuacji finansowej kontynuowano stosunkowo regularną działalność wydawniczą, publikując zarówno dalsze tomy „Biblioteki Krakowskiej”, jak i „Rocznik Krakowski”. Towarzystwo zdołało nawet wesprzeć tworzące się Legiony kwotą 3000 koron, stanowiącą wówczas 3/4 jego funduszu rezerwowego. W 1916 roku ze względu na pogarszający się stan zdrowia z funkcji prezesa zrezygnował Stanisław Krzyżanowski, a jego następcą został wybrany Józef Muczkowski.

### Okres międzywojenny

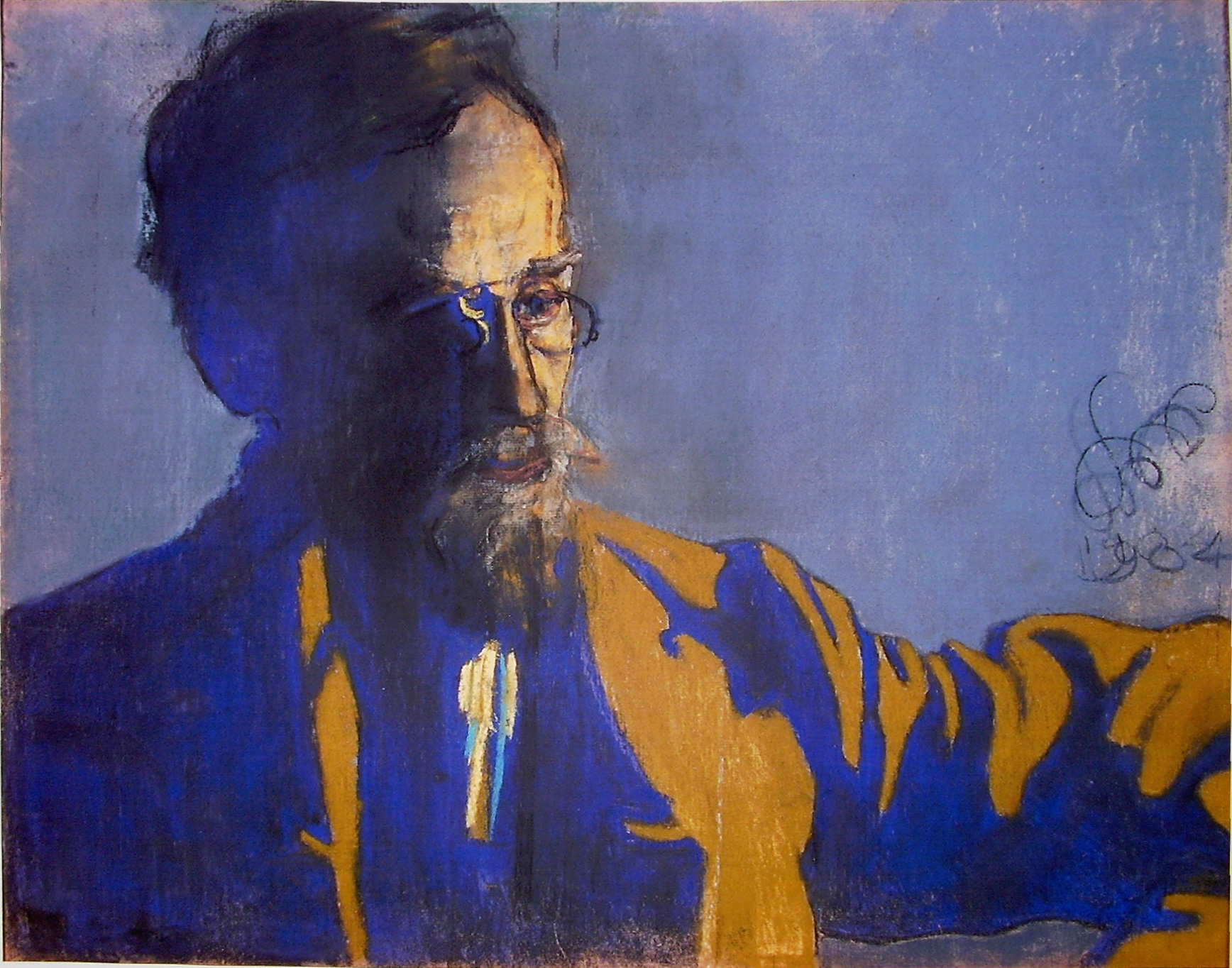
Portret Adama Chmiela (wiceprezes TMHiZK 1920–1933) autorstwa Stanisława Wyspiańskiego (członek założyciel Towarzystwa)

Przez cały okres międzywojnia prezesem Towarzystwa pozostawał Muczkowski. Dzięki jego zdolnościom finansowym zdołano stopniowo odbudować podstawy materialne instytucji i zadbać o rządowe subsydia. Podniesiono także składkę członkowską, która w latach 1932–1939 wynosiła 12 zł. Od 1926 r. Gmina Miejska Kraków objęła Towarzystwo stałym finansowaniem, uzupełnianym dochodami z innych źródeł, takich jak publikacje towarzystwa, testamenty, donacje różnych instytucji czy subsydia Prezesa Rady Ministrów (jednorazowe wpłaty w wysokości 5–15 tys. zł).
Do najważniejszych sukcesów Towarzystwa po odzyskaniu niepodległości przez Polskę należały m.in. udana publiczna batalia w sprawie obrony historyczności herbu Krakowa, zakończone sukcesem działania na rzecz zabezpieczenia najważniejszych archiwaliów miejskich, czy też publikacja wyjątkowo popularnego, kilkukrotnie wznawianego przewodnika po Krakowie pióra Karola Estreichera.
W okresie międzywojennym Towarzystwo prowadziło szeroko zakrojoną współpracę z innymi instytucjami kultury w Polsce i za granicą. W 1923 roku zostało członkiem Towarzystwa Miłośników Miasta Poznania. Prowadzono wymianę wydawnictw m.in. z bibliotekami w Lundzie, Dorpacie i Wrocławiu – ponadto zaopatrywano w publikacje Towarzystwa instytucje polonijne takie jak Instytut Polski w Nowym Jorku czy Klub Krakowian w Chicago.

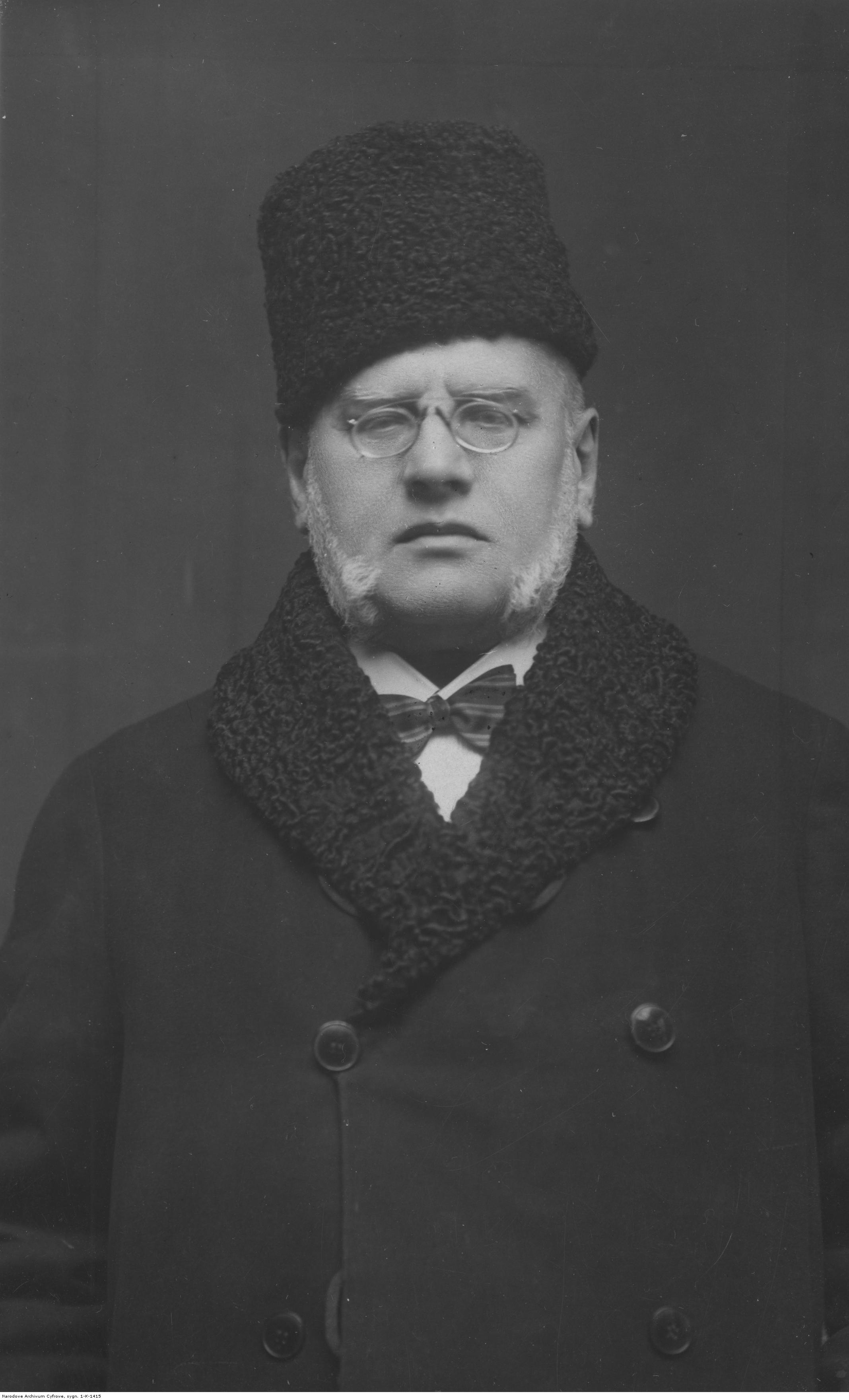
Klemens Bąkowski, współzałożyciel TMHiZK, właściciel kamienicy Krauzowskiej przy ul. św. Jana, którą w testamencie zapisał Towarzystwu

Do wybuchu wojny działacze Towarzystwa koordynowali i wspierali stale remonty oraz konserwacje najbardziej wartościowych dla Krakowa obiektów, takich jak katedra i zamek na Wawelu, kościół Mariacki czy kościół św. Wojciecha. Wywierano nacisk społeczny i próbowano lobbować na rzecz ograniczenia bezładu reklamowego w Krakowie. Działacze optowali także oficjalnie za wyłączeniem ruchu tramwajowego ze śródmieścia. Podejmowano także doraźne interwencje w sprawie nieprzemyślanych posunięć budowlanych: m.in. za sprawą Towarzystwa zrezygnowano z realnych planów wyburzenia wikarówki przy kościele Mariackim (1929).
W 1936 roku z inicjatywy członka Towarzystwa Władysława Bogatyńskiego i pod oficjalnymi auspicjami instytucji obchodzono pierwsze w historii miasta Dni Krakowa. Rok później obchodzono uroczyste 40-lecie działalności Miłośników, w czasie którego zaprezentowano zaprojektowaną przez Tadeusza Przypkowskiego pieczęć „majestatyczną” stowarzyszenia. Opublikowano również wówczas pierwszą monografię działalności Towarzystwa pióra Adama Bochnaka i Krystyny Pieradzkiej. W sierpniu 1938 r. TMHiZK otrzymało w spadku od Klemensa Bąkowskiego kamienicę przy ul. św. Jana 12, która miała stać się od tej pory siedzibą Towarzystwa.

### II wojna światowa

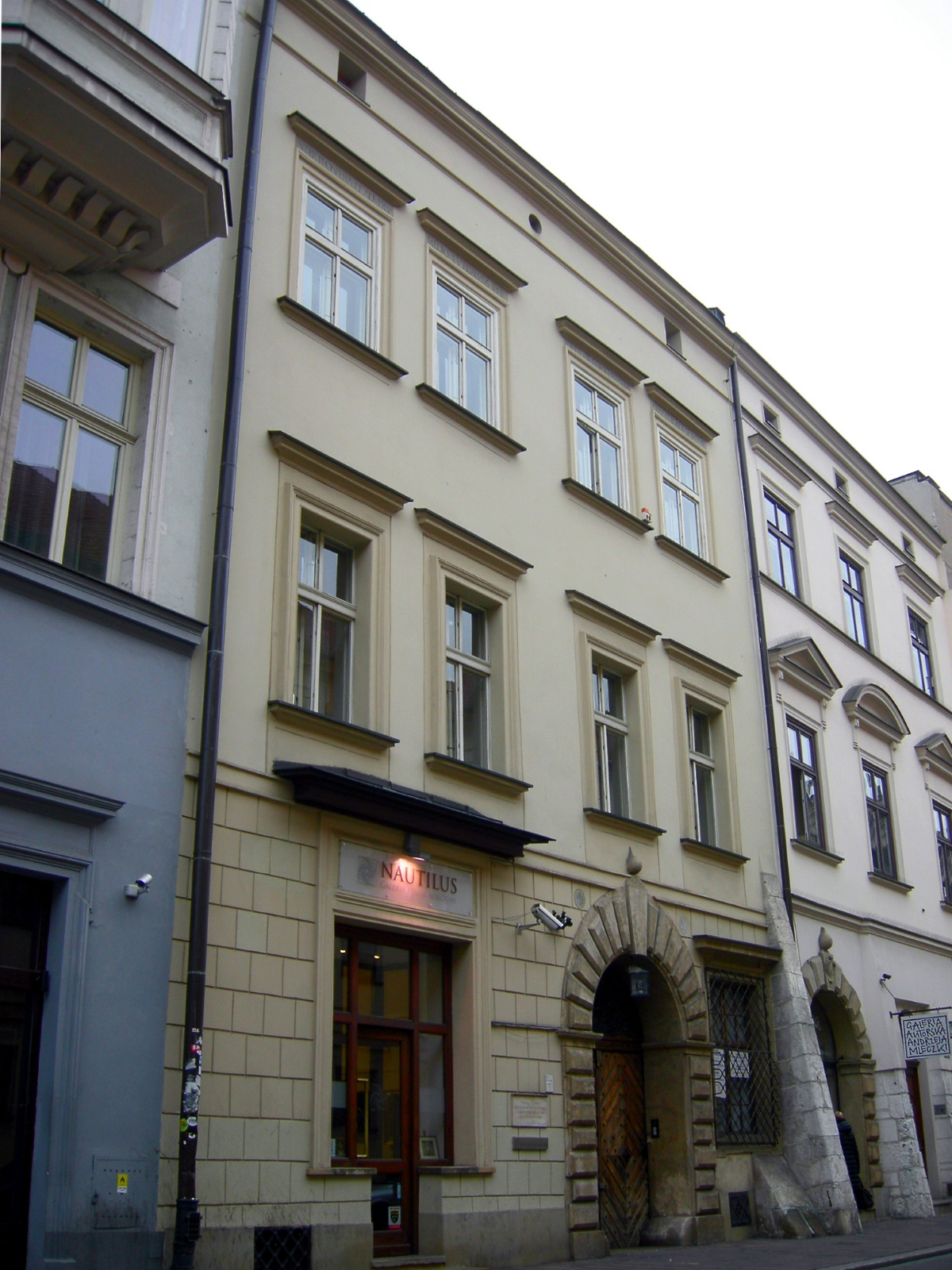
Kamienica przy ul. św. Jana 12 – siedziba TMHiZK, na czas okupacji zajęta przez Niemców

Latem 1940 roku oficjalnie rozwiązano wszelkie polskie stowarzyszenia, a ich los podzieliło Towarzystwo Miłośników, któremu odebrano m.in. kamienicę przy ul. św. Jana 12. W tym okresie rozbita społeczność jego członków prowadziła rozpoczętą już w 1939 działalność w konspiracji, rozdając nieoficjalne granty na działalność naukową członków i aranżując spotkania w tymczasowym domu prezesa Muczkowskiego w Bronowicach Wielkich.
Do najważniejszych zadań Towarzystwa w okresie okupacji niemieckiej, poza próbami bezpiecznego przechowania należących do organizacji zbiorów, należały wzajemna pomoc pośród członków stowarzyszenia, trasowanie zagrabianych przez okupantów dzieł sztuki oraz przygotowywanie materiałów do monografii dziejów Krakowa pod okupacją hitlerowską.
W wyniku działań wojennych i zbrodniczej polityki okupantów w okresie 1939–1945 życie straciło wielu kluczowych dla kształtu i rozwoju Towarzystwa członków, m.in. Władysław Anczyc (zamordowany w Charkowie), Jan Ekielski (zabity w Auschwitz), Stanisław Estreicher (zginął w Sachsenhausen), Karol Piotrowicz (zamordowany przez Sowietów w Charkowie) czy syn prezesa i aktywny członek, Stefan Muczkowski, skatowany na śmierć przez Niemców w Auschwitz w Boże Narodzenie 1942 roku. Niecały rok później, w grudniu 1943, umarł również schorowany wieloletni prezes Muczkowski, do śmierci zaangażowany w konspiracyjną działalność naukową w ramach nieistniejącego oficjalnie Towarzystwa.

### Po 1945
Już pod koniec stycznia 1945 roku doszło do reorganizacji działalności Towarzystwa, którego Wydział obrał na nowego prezesa Jana Dąbrowskiego. Liczba członków tuż po wojnie spadła drastycznie do 61 osób. TMHiZK stopniowo wracało do normalnego toku pracy, pomimo trudnej sytuacji powojennej wznawiając działalność wydawniczą (w 1947 ukazał się jubileuszowy, setny tom „Biblioteki Krakowskiej”). W palecie wydań do sztandarowych serii „Biblioteki Krakowskiej” i „Rocznika Krakowskiego” dodano popularnonaukowy „Kraków dawniej i dziś”. W międzyczasie Towarzystwo prowadziło działalność mającą na celu zniwelowanie szkód w dziedzictwie Krakowa spowodowanych przez wojnę – kontynuowano m.in. akcję rewindykacji zagrabionych dzieł sztuki, której najważniejszym koordynatorem był członek Wydziału Towarzystwa Karol Estreicher.
Jeszcze pod koniec lat 40. Towarzystwo wróciło do swojej dawnej roli instytucji wywierającej nacisk na władze w kontekście wszelkiego rodzaju decyzji mogących uszkodzić tkankę historyczną Krakowa. W 1947 r. zdołano wyperswadować likwidację krakowskiego Bractwa Kurkowego. W 1948 roku zdołano zapobiec wyburzeniu pałacu Tarnowskich przy ul. Szlak, a w 1951 doprowadzono do zachowania i konserwacji zabytkowej polichromii w kościele Mariackim.
W 1952 Towarzystwo oddało na siedzibę Muzeum Historycznego Miasta Krakowa swoją siedzibę przy ul. Jana 12. W roku 1953 Polska Akademia Nauk objęła TMHiZK swoją merytoryczną i finansową opieką, co przyczyniło się do ugruntowania naukowo-badawczego kierunku stowarzyszenia w dalszych latach. W 1964 dotychczasowy prezes Jan Dąbrowski zrezygnował ze sprawowanej funkcji, a jego następcą został Wiesław Bieńkowski. W 1968 roku Towarzystwo otrzymało Złotą Odznakę „Za pracę społeczną dla Miasta Krakowa”. Od 1981 Towarzystwo przyznaje Nagrodę im. J.Z. i M. Roblów, a od 1995 r. Nagrodę Własną im. Klemensa Bąkowskiego „za zasługi w pracy naukowej i działania na rzecz Krakowa”.
Obecnie Towarzystwo ma blisko 700 członków. Siedziba znajduje się przy ul. św. Jana 12 w Krakowie.

## Struktury
Najwyższą władzę w Towarzystwie sprawuje Walne Zgromadzenie, a działalnością całej struktury kieruje Wydział (zarząd). Działalność Towarzystwa oparta jest na komisjach wydziałowych, których ilość i rodzaj zmieniają się z biegiem czasu. W 2019 roku w ramach TMHiZK działały następujące komisje:
- Komisja Konserwatorska
- Komisja Odczytowa
- Komisja Wydawnicza
- Komisja ds. kontaktów z młodzieżą.

W ramach Wydziału Towarzystwa działają także Komitet Opieki nad Kopcem Józefa Piłsudskiego oraz Komitet Opieki nad Zabytkami Kultury Żydowskiej. Komitet Opieki nad Kopcem Piłsudskiego powstał w czerwcu 1980, w składzie TMHiZK znalazł się formalnie w wyniku uchwały Wydziału z dnia 9 stycznia 1981 roku. Jego celem jest odnowa kopca Piłsudskiego oraz kultywowanie szeroko pojętej tradycji niepodległościowej.

### Prezesi
| Przewodniczący          | Lata prezesury |
| ----------------------- | -------------- |
| Józef Wawel-Louis       | 1897–1898      |
| Władysław Łuszczkiewicz | 1898–1900      |
| Stanisław Krzyżanowski  | 1900–1916      |
| Józef Muczkowski        | 1916–1937      |
| Jan Konstanty Dąbrowski | 1945–1964      |
| Wiesław Bieńkowski      | 1964–1980      |
| Jerzy Wyrozumski        | 1980–2015      |
| Jacek Purchla           | 2015–2025      |
| Dariusz Raś             | od 2025        |

## Kontrowersje
Prezesem Towarzystwa została osoba wobec której toczy się postępowanie w sprawie zniszczenia zabytku. Prokuratura od 2023r zajmuje się sprawą remontu Prałatówki. Decyzją ówczesnego proboszcza wczesnobarokowy zabytek miano przerobić na luksusowy apartament, a przy tym doprowadzić do kuratorskich strat Z zawiadomienia wynika, że budowlańcy mieli m.in. rozebrać i zutylizować starą stolarkę okienną, a także drewniany strop oraz klatkę schodową. W zawiadomieniu mowa jest o celowej dewastacji obiektu zabytkowego klasy 0". Nieprawidłowości miały też dotyczyć rozebrania parkietów i posadzki kamiennej, a także wykonania szybu windowego.Obecnie postępowanie prowadzone jest w 2 Wydziale do Spraw Przestępczości Gospodarczej Prokuratury Okręgowej w Krakowie. 